# Copa Pan-Americana de Hóquei sobre a grama
A Copa Pan-Americana é um torneio de hóquei sobre a grama organizado pela Federação Pan-Americana de Hóquei (PAHF). Trata-se da principal competição deste esporte no continente, sendo realizada atualmente a cada quatro anos, cujos participantes representam a elite das Américas neste desporto.
Possui uma divisão de acesso, a Challenge Cup Pan-Americana, com promoção e descenso entre esta e sua divisão principal, desde 2011.
Esta competição outorga vagas diretas à Copa do Mundo de Hóquei, sempre para a edição atual de seu ciclo. Outrora também oferta vagas para a disputa dos Jogos Pan-Americanos subsequentes às realizações deste campeonato.
Na modalidade masculina, a Argentina aparece com o maior número de títulos, sendo quatro no total, enquanto que entre as mulheres o mesmo país é o único detentor de troféus, ao longo das edições já realizadas deste torneio.

## Torneio masculino

### Resultados
| 2000 Detalhes | Havana     | Cuba      | 2 - 1      | Canadá         | Argentina         | 8 - 0      | Chile             |
| 2004 Detalhes | London     | Argentina | 2 - 1      | Canadá         | Chile             | 2 - 1      | Trinidad e Tobago |
| 2009 Detalhes | Santiago   | Canadá    | 2 - 1      | Estados Unidos | Argentina         | 4 - 0      | Chile             |
| 2013 Detalhes | Brampton   | Argentina | 4 - 0      | Canadá         | Trinidad e Tobago | 3 - 1      | Estados Unidos    |
| 2017 Detalhes | Lancaster  | Argentina | 2 - 0      | Canadá         | Estados Unidos    | 3 - 0      | Trinidad e Tobago |
| 2022 Detalhes | Santiago   | Argentina | 5 - 1      | Chile          | Canadá            | 3 - 1      | Estados Unidos    |
| 2025 Detalhes | Montevidéu |           | A disputar |                |                   | A disputar |                   |

### Desempenho histórico
| Seleção             | 2000 (11) | 2004 (11) | 2009 (8) | 2013 (8) | 2017 (8) | 2022 (7) | 2025 TBD |
| ------------------- | --------- | --------- | -------- | -------- | -------- | -------- | -------- |
| Argentina           | 3º        | 1º        | 3º       | 1º       | 1º       | 1º       | -        |
| Antilhas Holandesas | -         | 5º        | -        | -        | -        | -        | -        |
| Barbados            | 9º        | -         | -        | -        | -        | -        | -        |
| Brasil              | -         | 10º       | 7º       | 7º       | 5º       | 6º       | -        |
| Canadá              | 2º        | 2º        | 1º       | 2º       | 2º       | 3º       | -        |
| Chile               | 4º        | 3º        | 4º       | 5º       | 6º       | 2º       | -        |
| Cuba                | 1º        | -         | -        | -        | -        | -        | -        |
| Estados Unidos      | 5º        | 7º        | 2º       | 4º       | 3º       | 4º       | -        |
| Jamaica             | 11º       | -         | -        | -        | -        | -        | -        |
| México              | 7º        | 6º        | 6º       | 6º       | 7º       | 5º       | -        |
| Peru                | 8º        | -         | -        | -        | -        | -        | -        |
| Porto Rico          | 6º        | 8º        | -        | -        | -        | -        | -        |
| Trinidad e Tobago   | -         | 4º        | 5º       | 3º       | 4º       | 7º       | -        |
| Uruguai             | -         | 9º        | 8º       | 8º       | -        | -        | -        |
| Venezuela           | 10º       | 11º       | -        | -        | 8º       | -        | -        |

Notas:
*1 - Cuba desistiu de participar da Copa Pan-Americana masculina de 2004, em razão de não ter conseguido os vistos para ingressar em solo canadense.
*2 - As Antilhas Holandesas foram dissolvidas em 2010.

### Premiações
| Ordem | País              | Medalha de ouro | Medalha de prata | Medalha de bronze | Total |
| ----- | ----------------- | --------------- | ---------------- | ----------------- | ----- |
| 1     | Argentina         | 4               | 0                | 2                 | 6     |
| 2     | Canadá            | 1               | 4                | 1                 | 6     |
| 3     | Cuba              | 1               | 0                | 0                 | 1     |
| 4     | Chile             | 0               | 1                | 1                 | 2     |
| 4     | Estados Unidos    | 0               | 1                | 1                 | 2     |
| 5     | Trinidad e Tobago | 0               | 0                | 1                 | 1     |
| Total | Total             | 6               | 6                | 6                 | 18    |

## Torneio feminino

### Resultados
| 2001 Detalhes | Kingston   | Argentina | 4 - 1             | Estados Unidos | Canadá         | 6 - 0      | Uruguai           |
| 2004 Detalhes | Bridgetown | Argentina | 3 - 0             | Estados Unidos | Canadá         | 5 - 0      | Uruguai           |
| 2009 Detalhes | Hamilton   | Argentina | 2 - 2 (pe: 7 - 6) | Estados Unidos | Chile          | 2 - 1      | Trinidad e Tobago |
| 2013 Detalhes | Mendoza    | Argentina | 1 - 0             | Estados Unidos | Canadá         | 2 - 1      | Chile             |
| 2017 Detalhes | Lancaster  | Argentina | 4 - 1             | Chile          | Estados Unidos | 2 - 1      | Canadá            |
| 2022 Detalhes | Santiago   | Argentina | 4 - 2             | Chile          | Canadá         | 1 - 0      | Estados Unidos    |
| 2025 Detalhes | Montevidéu |           | A disputar        |                |                | A disputar |                   |

### Desempenho histórico
| Seleção             | 2001 (7) | 2004 (8) | 2009 (8) | 2013 (8) | 2017 (7) | 2022 (7) | 2025 TBD |
| ------------------- | -------- | -------- | -------- | -------- | -------- | -------- | -------- |
| Argentina           | 1º       | 1º       | 1º       | 1º       | 1º       | 1º       | -        |
| Antilhas Holandesas | -        | 7º       | -        | -        | -        | -        | -        |
| Barbados            | -        | 6º       | -        | -        | -        | -        | -        |
| Bermuda             | -        | -        | 8º       | -        | -        | -        | -        |
| Brasil              | -        | -        | -        | -        | 7º       | -        | -        |
| Canadá              | 3º       | 3º       | 5º       | 3º       | 4º       | 3º       | -        |
| Chile               | -        | 5º       | 3º       | 4º       | 2º       | 2º       | -        |
| Estados Unidos      | 2º       | 2º       | 2º       | 2º       | 3º       | 4º       | -        |
| Guiana              | -        | -        | -        | 8º       | -        | -        | -        |
| Jamaica             | 5º       | -        | 7º       | -        | -        | -        | -        |
| México              | 6º       | -        | 6º       | 5º       | 6º       | -        | -        |
| Peru                | -        | -        | -        | -        | -        | 7º       | -        |
| Trinidad e Tobago   | -        | 8º       | 4º       | 7º       | -        | 6º       | -        |
| Uruguai             | 4º       | 4º       | -        | 6º       | 5º       | 5º       | -        |
| Venezuela           | 7º       | -        | -        | -        | -        | -        | -        |

Notas:
*1 - As Antilhas Holandesas foram dissolvidas em 2010.

### Premiações
| Ordem | País           | Medalha de ouro | Medalha de prata | Medalha de bronze | Total |
| ----- | -------------- | --------------- | ---------------- | ----------------- | ----- |
| 1     | Argentina      | 6               | 0                | 0                 | 6     |
| 2     | Estados Unidos | 0               | 4                | 1                 | 5     |
| 3     | Chile          | 0               | 2                | 1                 | 3     |
| 4     | Canadá         | 0               | 1                | 3                 | 4     |
| Total | Total          | 6               | 6                | 6                 | 18    |